# Récepteur sigma
Les récepteurs sigma (récepteurs σ) sont des récepteurs protéiques. Initialement pris pour une catégorie de récepteurs opiacés, ils ne présentent néanmoins aucune ressemblance structurale avec ces derniers. Les récepteurs sigma se lient à des ligands tels que la 4-PPBP (4-phényl-1-(4-phénylbutyl) pipéridine), la SA 4503 (cutamésine), la ditolylguanidine, la diméthyltryptamine, et la siramesine. Il existe deux sous-types, les récepteurs sigma-1 (σ 1 ) et les récepteurs sigma-2 (σ 2 ), qui sont réunis sous l'appellation récepteurs sigma en raison de leurs similitudes pharmacologiques, bien qu'ils n'aient pas de parenté évolutive.
La protéine fongique ERG2, une isomérase de stérol C-8, appartient à la même famille de protéines que sigma-1. Les deux se trouvent sur la membrane du réticulum endoplasmique, bien que sigma-1 ait également été signalé comme un récepteur de surface cellulaire. Sigma-2 est retrouvée principalement dans le milieu intracellulaire de la membrane du réticulum endoplasmique.

## Classification
Étant donné que les récepteurs σ ont été initialement découverts comme étant activés par les opioïdes benzomorphanes, et inhibés par la naltrexone, on pensait à l'origine qu'ils appartenaient à la catégorie des récepteurs opioïdes. Cependant, lorsque le récepteur σ1 a été isolé et cloné, on a découvert qu'il ressemblait plutôt aux protéines fongiques impliquées dans la synthèse des stérols. À ce stade, on leur a attribué une catégorie distincte.

## Fonction
La fonction de ces récepteurs est mal comprise. Les substances connues pour être des agonistes σ incluent la cocaïne, la morphine, l'héroïne, l'opipramol, le PCP, la fluvoxamine, la méthamphétamine, le dextrométhorphane et la berbérine. Cependant, le rôle exact des récepteurs σ est difficile à établir car de nombreux agonistes σ se lient également à d'autres cibles telles que le récepteur opiacé κ et le récepteur du glutamate NMDA. Lors d'expériences sur des animaux, des antagonistes σ tels que le rimcazole ont pu bloquer les convulsions dues à une surdose de cocaïne. Les antagonistes σ sont également étudiés pour une possible utilisation comme médicaments antipsychotiques.
L'hormone stéroïde  DHEA est un agoniste des récepteurs sigma et, avec la prégnénolone, pourrait être un ligand agoniste endogène ; s'y opposerait alors l'activité antagoniste de la progestérone. Un autre ligand endogène, la N, N -diméthyltryptamine, s'est également révélé interagir avec σ 1,.

## Effets physiologiques
Les effets physiologiques de l'activation des récepteurs σ comprennent : l'hypertonie, la tachycardie, la tachypnée, les effets antitussifs et la mydriase. Certains agonistes des récepteurs σ, comme la cocaïne, un agoniste σ faible, ont des effets convulsifs chez les animaux.
En 2007, il a été reporté que les agonistes sélectifs des récepteurs σ produisaient des effets similaires aux antidépresseurs chez la souris.
Les récepteurs σ pourraient aussi jouer un rôle dans la régulation de l'homéostasie fer/hème.

## Ligands

### Agonistes connus
- Choline[12]
- 3-MeO-PCP[13] : sélectif pour le sous-type σ1, Ki = 42nM
- 4-PPBP
- Afobazole (=Fabomotizole) : sélectif pour le sous-type σ1
- Allylnormétazocine (SKF-10047)
- Anavex 2-73[14]
- Arkétamine
- BD1031 : sélectif pour le sous-type σ1
- BD1052 : sélectif pour le sous-type σ1
- Berbérine
- Citalopram
- Cocaïne
- Déhydroépiandrostérone (DHEA)
- Dextrométhorphane (DXM) : relativement sélectif pour le sous-type σ1
- Dextrorphane
- N,N-Diméthyltryptamine (DMT)
- Dimemorfan
- Ditolylguanidine
- Escitalopram
- Fluoxétine
- Fluvoxamine
- Igmésine
- Kétamine[15],[16]
- L-687,384 : sélectif pour le sous-type σ1 (et Spipethiane).
- Lamotrigine[17],[18]
- Mémantine[19] : sélectif pour le sous-type σ1, faible affinité
- Méthamphétamine
- Méthylphénidate[20]
- Noscapine[21]
- OPC-14523
- Opipramol
- PB-28 : sélectif pour le sous-type σ2
- Pentazocine
- Pentoxyverine : sélectif pour le sous-type σ1
- Phéncyclidine
- (+)-3-PPP
- PRE-084: sélectif pour le sous-type σ1
- Prégnénolone
- SA 4503 : sélectif pour le sous-type σ1
- Siramésine
- UMB23
- UMB82

### Antagonistes connus
- AC927
- AHD1
- BD1008
- BD-1047: sélectif pour le sous-type σ1
- BD1060 : sélectif pour le sous-type σ1
- BD1063 : sélectif pour le sous-type σ1
- BD1067
- BMY-14802
- CM156: 3-(4-(4-cyclohexylpiperazin-1-yl)butyl)benzo[d]thiazole-2(3H)-thione[22]
- Haloperidol
- LR132 : sélectif pour le sous-type σ1
- LR172
- MS-377 : sélectif pour le sous-type σ1
- NE-100 : sélectif pour le sous-type σ1
- Panamesine
- Phenothiazines[23]
- Progesterone
- Rimcazole
- S1RA (E-52862) : sélectif pour le sous-type σ1
- Sertraline
- UMB 98 & UMB 99[24]
- UMB100
- UMB101
- UMB103
- UMB116